# Jon Secada
Jon Secada (Juan Francisco Secada Ramírez) (Havanna, 1961. október 4. –) kubai származású amerikai énekes és dalszerző. A floridai Hialeahban nőtt fel. Két Grammy-díjat nyert és 1992-ben debütáló albuma óta 20 millió albumot adott el. Zenéje ötvözete a funk, soul, pop zenei stílusokat és a latin ütőhangszerek hangzásvilágát. Secada Ricky Martin és Gloria Estefan dalszerzőjeként is dolgozott.

## Fiatalkora
1971-ben családjával az Egyesült Államokba költözött, ahol szülei saját kávézót nyitottak. Tizenévesen Secadát a zene vonzotta, és különböző zenei irányzatokat fedezett fel, többek között a salsát és merengue-t. Barry Manilow, Marvin Gaye, Billy Joel, Elton John és Stevie Wonder dalokat énekelt.
1979-ben a Floridai Hialeah High Schoolban érettségizett, és beiratkozott a Miami Egyetemre. Ezt követően dzsesszzenész lett.  A diploma megszerzése után a Jazz Vocal Performance-be szerződött.

## Karrierje
Az 1980-as évek közepén Gloria Estefan háttérzenészeként tevékenykedett, majd zeneszerzőként is ténykedett, és több dalt is szerzett Estefannak. Secada írta többek között a Coming Out of the Dark című dalt Gloria Estefannak, mely 1991-es Into the Light című albumán szerepel. Estefan Into the Light turnéján lehetőséget adott Secadának a fellépésre, ahol elhangzott az Always Something című dala. Egyéni előadóként gyakorlatilag ezzel kezdődött pályafutása.
1991-ben Secada legálisan megváltoztatta nevén Juan-ról Jon-ra. A következő évben megjelent első debütáló albuma Jon Secada címmel, melynek anyaga több mint 6.000.000 példányszámban kelt el a világban, és háromszoros platina helyezést ért el az Amerikai Egyesült Államokban. Az amerikai Billboard 200-as album listán a 15. helyig jutott.
Secada több dala is sláger lett, köztük talán a legismertebb a Just Another Day című, melyből több mint 500.000 példányszám kelt el az Egyesült Államokban. Secada Otri Día Más Sin Verte című spanyol nyelvű albuma No 1. helyezést ért el a Latin Album listán, és a Best Latin Pop album Grammy-díját is átvehette.
1994-ben megjelent Secada második albuma a Heart, Soul & a Voice az EMI kiadásában, melyen a Miami Sound Machine tagjai és más vendégek is közreműködtek, többek között Arturo Sandoval trombitás, és Betty Wright háttérénekesnő is. Az album az Államokban platina helyezést ért el. Az egyik kislemez, az If You Go a tíz legjobb pop kislemez közé került be, a Mental Picture című dala pedig Top 30-as sláger lett, mely a Specialista című film zenéje lett. Harmadik albuma az Amor 1995-ben jelent meg, és Secada megkapta második Grammy-díját a Legjobb Latin Pop előadó kategóriában.
Secada Ricky Martin 1999-es albumára is írt dalt a Bella címűt, mely a She's All I Ever Had című dal spanyol változata. Jennifer Lopez On The 6 című albumán szereplő Baila című dalának társproducere és írója is volt Secada, valamint Mandy Moore számára írt két dalt, az One Sided Love, és It Only Took A Minute című dalokat, de Enrique Iglesias számára is írt dalokat, a Don't Turn Off the Lights és Love 4 Fun címűeket.
Secada énekelt az opera legendával Luciano Pavarottival, és felvett egy duettet Frank Sinatrával is a The Best os Yet to Come című 2. Sinatra duett albumra.
1995-ben Secada a Broadwan szerepelt a Grease-ben, majd 2003-ban újra szerepet kapott a Cabaret musicalben. 2004 őszén Andrew Lloyd Webber József és a színes szélesvásznú álomkabát című műben József szerepében lépett színpadra.
2007. november 30-án Secada részt vett a Walt Disney World karácsonyi parádéján, melyet Floridában rendeztek meg.
2011 június 3-án New Jerseyben a kubai-amerikai közösség egy csillaggal ajándékozta meg Secadát, mely a Celia Cruz Plazánál található.
2012. október 27-én Secada a Broadway-stílusú Loving the Silent Tears-ban játszott, amely Los Angelesben került bemutatásra.

## Egyéb munkásságai
Secada aktívan foglalkozott a gyermekek segítésével, és oktatásával, AIDS kutatásokat szponzorált, valamint megalapította a Jon Secada Music ösztöndíjat a Miami Egyetemen.
Támogatja a Washington D.C nemzeti erőfeszítéseket, számos kórházat, az Amigos Together for Kids klubot, és több jótékonysági szervezetet.
Secada pénzt különített el a hurrikánok áldozatainak, a The Last Goodbye című dalt pedig a 2001 szeptember 11-i terrortámadások áldozatainak emlékére ajánlotta fel, valamint a dal több változatban rögzítésre került. A dalt több mint mint 100 spanyol művész közreműködésével együtt jelentették meg, és eddig 250.000 dollár segély jutott el az áldozatok családjainak.

## Diszkográfia

### Nagylemezek
- Jon Secada (1992)
- Otro Día Más Sin Verte (1992)
- Heart, Soul & a Voice (1994)
- Si Te Vas (1994)

## Fordítás
- Ez a szócikk részben vagy egészben  a   Jon Secada című angol Wikipédia-szócikk ezen változatának fordításán alapul.  Az eredeti cikk szerkesztőit annak laptörténete sorolja fel. Ez a jelzés csupán a megfogalmazás eredetét és a szerzői jogokat jelzi, nem szolgál a cikkben szereplő információk forrásmegjelöléseként.